# Замбийско-кенийские отношения
Замбийско-кенийские отношения — двусторонние дипломатические отношения  между Замбией и Кенией. 

## История
Между странами исторически сложились дружеские дипломатические отношения, которые были установлены сразу после того, как государства получили независимость от Великобритании. 8 сентября 1982 года президенты Замбии и Кении подписали Соглашение о создании совместной постоянной комиссии по сотрудничеству. В 2001 году страны стали участницами зоны свободной торговли COMESA, что способствовало развитию торгово-экономических отношений между странами.
В 2010 году власти Замбии запретили поставки молока из Кении мотивируя это тем, что подобные меры необходимы для защиты интересов отечественного производителя. В феврале 2013 года между странами разразился дипломатический скандал в связи с тем, что власти Кении отказались пропустить через границу около десяти замбийских грузовиков, груженных сахаром. В марте 2013 года власти Замбии в ответ на недружественные действия кенийцев ввели полный запрет на импорт товаров из Кении. В июле 2015 года президент Кении Ухуру Кениата посетил Замбию с двухдневным официальным визитом по приглашению своего коллеги Эдгара Лунгу.

## Торговля
Экспорт Кении в Замбию: пищевые масла, маргарины, железные листы, стальные трубы, моющие средства, кухонные и настольные изделия, специи, одеяла, косметические средства, туалетные принадлежности, шины, мягкие ткани, тетради и текстиль. Импорт Кении из Замбии: медная проволока, семена кукурузы, электрические проводники, бутан, сжиженный газ, чугун, асбест и ферросиликат. В октябре 2014 года власти Кении, Замбии и Танзании подписали соглашение о сотрудничестве в сфере энергоснабжения. Соглашение предусматривает развитие электросетей между государствами, стоимость проекта оценивается в 1,2 млрд. долларов США. В 2015 году товарооборот между странами составлял сумму около 120 млн. долларов США.